# Lørenfallet
Lørenfallet este o localitate din comuna Sørum, provincia Akershus, Norvegia, cu o suprafață de 0,66 km² și o populație de 1.015 locuitori (2013).